# 懲役
懲役（ちょうえき）とは、自由刑に作業義務による区分を設けている法制度において所定の作業義務を課すことを内容とする刑罰である。作業義務のない禁錮や拘留と区分する。なお、アメリカ合衆国の自由刑である Imprisonment
やイギリスの自由刑である Custodial Sentence などの刑は公的な資料などでは「拘禁刑」と訳される。これらの自由刑にも刑務作業が定められている場合があり便宜的に「懲役」と訳されることもあるが、日本などの懲役刑とは異なり刑務作業は刑罰の内容として位置づけられているわけではない（後述）。

## 概説
懲役は日本など自由刑に作業義務の区分がある法制度において所定の作業義務を課すことを内容とする刑罰である。懲役刑は刑務作業を刑罰の内容とし、作業義務の有無により禁錮や拘留と区分する（禁錮や拘留の場合でも申請により作業を行うことはできる）。
アメリカ合衆国やイギリスなどでは自由刑に区分がなく、アメリカ合衆国のImprisonmentやイギリスのCustodial Sentenceなどの自由刑は公的な資料などでは「拘禁刑」と表現される。拘禁刑に一本化している国にも作業義務がある国（アメリカ合衆国やイギリスなど）と作業義務のない国（フランスなど）がある。ただし性質上、日本における刑務作業は懲役刑の刑罰の内容であるのに対し、アメリカ合衆国やイギリスなどの拘禁刑では刑務作業は刑罰の内容として実施されるものではない。日本語訳では便宜的に重罪の自由刑に「懲役」や「禁錮」の訳、軽罪の自由刑に「拘禁刑」の訳を当てることもあるが、法制度上の作業の強制等を伴っていない場合もあり法制度に関する資料では「拘禁刑」と訳される。
懲役刑では最長で14万1078年の懲役刑が科された例がある（チャモーイ・ティプソー）。次いで4万年、1万4400年、1万年などの超長期の刑が科された例もある。

## 日本の懲役
2022年6月13日に改正刑法が成立し、その後刑法等の一部を改正する法律の施行期日を定める政令（令和5年政令第318号）が公布・施行されたことにより、懲役刑は禁固刑とともに2025年6月1日に廃止され、拘禁刑に一本化された。以下では、かつての懲役刑について述べるものである。なお、改正法施行以前の行為及び既に言い渡された判決については、懲役刑が残存するものであり、後述の無期懲役があるために向こう数十年間は執行としての懲役刑は続くことが見込まれている。
日本の刑法では、懲役は、有期懲役と無期懲役に分類され、有期懲役は原則として1か月以上20年以下の期間が指定される（同法12条1項）。ただし、併合罪などにより刑を加重する場合には最長30年、減軽する場合は1か月未満の期間を指定できる（同法14条2項）。
したがって、ある条文において「2年以上の有期懲役に処する」と刑の短期のみが規定されている場合には、裁判所は、原則として「2年以上20年以下」（加重した場合は30年以下）の範囲内で量刑を行うこととなる。
なお、ある被告が確定判決を受け、判決の前と後でそれぞれ罪に問われた場合、併合罪とはならず量刑はそれぞれ別に定める（詳しくは併合罪#刑法45条後段の併合罪を参照）。この場合、複数の有期懲役刑が言い渡され、合計が30年を超えることがある。
3年以下の懲役刑を言い渡す場合においては、情状によって、その刑の全部または一部の執行を猶予できる（執行猶予）。
そこで、しばしば実刑判決を必ずさせるための立法技術として、懲役刑の短期を5年や7年に設定する場合がある。法律上の減軽の適用が無い通常の事例において、短期を5年とすると酌量減軽（同法66条）を適用しない限り、7年とすると酌量減軽を適用しても執行猶予を法律上適用できなくなる。
短期を7年とした犯罪としては、強盗・強制性交等罪がある（かつては、強盗致傷罪も7年だったが、酷であるとして6年に引き下げられ、酌量減軽による執行猶予の適用が可能となった）。短期を5年とした犯罪には、殺人罪などがある。

### 内容
懲役には炊事・洗濯など刑務所運営のための作業である経理作業と、公益財団法人矯正協会が国に材料を提供し靴・家具などを作らせたり、民間企業と刑務作業契約をして民間企業の製品を作らせたりする生産作業の2種類がある。

### 科刑状況
懲役判決が確定した件数は次の通りである。
| 年     | 総数   | 無期 | 有期（執行猶予なし） | 有期（一部執行猶予） | 有期（全部執行猶予） |
| ------ | ------ | ---- | -------------------- | -------------------- | -------------------- |
| 2000年 | 73,243 | 59   | 28,067               | －                   | 45,117               |
| 2001年 | 75,650 | 68   | 29,059               | －                   | 46,523               |
| 2002年 | 80,283 | 82   | 30,951               | －                   | 49,250               |
| 2003年 | 85,017 | 117  | 32,128               | －                   | 52,772               |
| 2004年 | 85,930 | 115  | 32,959               | －                   | 52,856               |
| 2005年 | 85,154 | 134  | 28,574               | －                   | 51,446               |
| 2006年 | 80,937 | 135  | 33,717               | －                   | 47,085               |
| 2007年 | 74,486 | 91   | 31,124               | －                   | 43,271               |
| 2008年 | 70,887 | 57   | 29,617               | －                   | 41,213               |
| 2009年 | 68,631 | 88   | 28,767               | －                   | 39,776               |
| 2010年 | 64,914 | 49   | 27,623               | －                   | 37,242               |
| 2011年 | 59,898 | 46   | 26,007               | －                   | 33,845               |
| 2012年 | 58,253 | 38   | 25,360               | －                   | 32,855               |
| 2013年 | 52,763 | 38   | 23,262               | －                   | 29,463               |
| 2014年 | 52,585 | 28   | 22,402               | －                   | 30,155               |
| 2015年 | 53,737 | 27   | 22,090               | －                   | 31,620               |
| 2016年 | 51,839 | 15   | 20,132               | 855                  | 30,837               |
| 2017年 | 49,185 | 18   | 18,376               | 1,525                | 29,266               |
| 2018年 | 47,632 | 25   | 17,209               | 1,567                | 28,831               |
| 2019年 | 46,102 | 16   | 16,590               | 1,452                | 28,044               |
| 2020年 | 44,251 | 19   | 15,771               | 1,298                | 27,163               |
| 2021年 | 43,574 | 18   | 15,636               | 1,015                | 26,905               |
| 2022年 | 38,920 | 10   | 14,118               | 723                  | 24,069               |
| 2023年 | 39,237 | 17   | 13,860               | 571                  | 24,789               |

### 議論されている点
生産作業の中でも民間企業の製品を作らせる行為はILO条約が禁止する強制労働に当たるとの批判がある。
ILO条約である「強制労働に関する条約」第4条では、権限ある機関が私人、会社、団体の利益のために強制労働を課したり、課すことを許すことを禁止したりしていることを理由とする。一般向けに製品を作らせる行為は民業圧迫になるとも考えられており、刑務作業で作られた製品は官庁向けに限定している国もある。
また、作業報奨金は作業を行った受刑者に対して、釈放の際にその時における報奨金計算額に相当する金額の作業報奨金を支給するものとされている。労働の対価とは考えられておらず、2017年度では1人当たり月平均約4,340円となっている。これは刑罰の内容としての労働については対価という概念を想定し得ないことによるが、作業報奨金は出所直後の生活基盤となる資金でもあることから、矯正効果の向上や再犯防止の観点から増額を期待する意見もある。
刑務作業は景気の変動に左右されやすく、不況になると民間企業からの受注が減り、作業を満足に実施できないことがある。
短期の懲役刑（6か月程度）では、受刑者に施設内処遇者というレッテルを貼られることによるデメリットが、懲役期間中の教育効果を上回るのではないかともいわれており、出所後の再犯率が高いことから教育刑としての効果が認められないのではないかとの指摘もある。また、雑居房で収容される刑務所が多いことから、犯罪者同士の交流を誘発（悪風感染）して教育上逆効果になると言う指摘もある。
元・刑務官の坂本敏夫も1965年（昭和40年）頃、受刑者が一般の工場で働く構外作業が廃止されたことを例に挙げ、責任回避のために事故を起こさないことが刑務官の目標となり、受刑者は技術を身につけられず、社会復帰ができなくなったと指摘している。

### 仮釈放

#### 仮釈放の許可基準
仮釈放が許可されるための条件については、刑法28条が「改悛の状があるときは、有期刑についてはその刑期の3分の1を、無期刑については10年を経過した後、行政官庁の処分によって仮に釈放することができる。」と規定している。この「改悛の状があるとき」とは、単に反省の弁を述べているといった状態のみを指すわけではなく、法務省令である「犯罪をした者及び非行のある少年に対する社会内における処遇に関する規則」28条の基準を満たす状態を指すものとされており、そこでは「仮釈放を許す処分は、悔悟の情および改善更生の意欲があり、再び犯罪をするおそれがなく、かつ、保護観察に付することが改善更生のために相当であると認めるときにするものとする。ただし、社会の感情がこれを是認すると認められないときは、この限りでない」と規定されている。
また、同規則18条では「仮釈放の審理にあたっては、犯罪または非行の内容、動機および原因ならびにこれらについての審理対象者の認識および心情、共犯者の状況、被害者等の状況、審理対象者の性格、経歴、心身の状況、家庭環境および交友関係、矯正施設における処遇の経過及び審理対象者の生活態度、帰住予定地の生活環境、審理対象者に係る引受人の状況、釈放後の生活の計画、その他審理のために必要な事項」をそれぞれ調査すべき旨が規定されている。
ここで審理における調査事項のひとつとされている「被害者等の状況」については、従来は必ずしも十分な調査が行われておらず、被害者側に意見表明の権利もない状況にあった。しかし、被害者保護の社会的要請（国民世論）の高まりを受け、2005年（平成17年）の更生保護法の成立を契機に、被害者が希望すれば仮釈放の審理の際に被害者側が口頭や書面で意見を述べられるようになった。

#### 仮釈放の判断過程
仮釈放は法務省管轄の地方更生保護委員会の審理によってなされ、そこで「許可相当」と判断された場合に初めて受刑者の仮釈放が行われるものであって、全ての受刑者に仮釈放の「可能性」はあっても、将来的な仮釈放の「保証」はされていない。

#### 仮釈放の運用状況
2018年（平成30年）に刑務所から出所した者のうち、仮釈放によるものは58.5%、刑期満了によるものは41.5%である。
有期懲役では、現実の運用上は、刑法28条が定めるような短期間（刑期の3分の1）での仮釈放はない。仮釈放を許された者のうち、刑期の8割以上服役した割合は、1988年（昭和63年）には54.6%であったが、2018年（平成30年）には79.0%となっており、仮釈放までの期間が長期化している。

### 刑務所で作られた製品

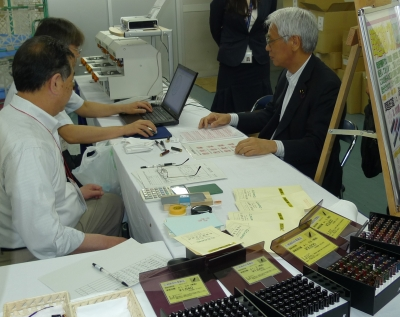
全国刑務所作業製品展（全国矯正展）に出展された津軽塗印鑑（手前）と購入する法務副大臣小川敏夫（奥右）

刑務所において製作された製品は、「キャピック展」（「矯正展」とも呼ばれる）において展示即売がなされる（キャピックとは、「矯正協会刑務作業協力事業」―Correctional Association Prison Industry Co-operationの略である）。

## 無期懲役

### 概念
「無期懲役」とは文字通り刑期の終わりがなく、一生続く事を意味する。すなわち、刑期の上限をあらかじめ定めないが将来的な刑の終了が想定されている絶対的不定期刑とは異なり、無期懲役では刑の終了は想定されていない。
日本国外における終身刑に相当する刑であり、法定刑としては最も重いと定められている死刑に次いで重い。

### 日本
刑法28条では無期懲役の受刑者にも仮釈放（刑期の途中において一定の条件下で釈放する制度）によって社会に復帰できる可能性を認めており、同法の規定上10年を経過すればその可能性が認められる、つまり一生という刑期の途中で社会復帰ができる可能性がある点で、現行法制度に存在する無期懲役は相対的無期刑であり、絶対的無期刑（重無期刑）とは異なる。「仮釈放による社会復帰の可能性が全くない無期懲役および満期での出所だけの仮釈放がない有期懲役」は日本の法制度には存在しない。（下記も参照）

#### 在所受刑者数
2023年（令和5年）末現在、無期懲役が確定し刑事施設に拘禁されている者の総数は1,669人である。

#### 仮釈放中の処遇
日本では、仮釈放中の者は残りの刑の期間について保護観察に付される残刑期間主義が採られており、無期懲役の受刑者は、終生受刑者としての身分を保持するので、仮釈放が認められた場合でも、恩赦などの措置がない限りは一生涯観察処分となり、更生保護法で定められた遵守事項を守らなかったり、罪を犯したりした場合には、仮釈放が取り消されて刑務所に戻されることとなる。ただし、少年のときに無期懲役の言渡しを受けた者については、仮釈放を許された後、それが取り消されることなく無事に10年を経過すれば、少年法59条の規定により刑は終了したものとされる考試期間主義が採られている。

#### 仮釈放の運用状況
無期刑仮釈放者における刑事施設在所期間についての年次別内訳は、法務省「令和6年版犯罪白書」「令和5年版犯罪白書」「昭和48年版犯罪白書」「昭和45年版犯罪白書」より、以下の表のようになっている。
| 年 次  | 総 数 | 12年以内 | 14年以内 | 16年以内 | 18年以内 | 18年を 超える | 18年を 超える | 18年を 超える | 18年を 超える | 18年を 超える |
| ------ | ----- | -------- | -------- | -------- | -------- | ------------- | ------------- | ------------- | ------------- | ------------- |
| 1967年 | 88    | 10       | 24       | 37       | 9        | 8             | 8             | 8             | 8             | 8             |
| 1968年 | 82    | 8        | 28       | 34       | 9        | 3             | 3             | 3             | 3             | 3             |
| 1969年 | 94    | 11       | 36       | 22       | 19       | 6             | 6             | 6             | 6             | 6             |
| 年 次  | 総 数 | 12年以内 | 14年以内 | 16年以内 | 18年以内 | 20年以内      | 20年を 超える | 20年を 超える | 20年を 超える | 20年を 超える |
| 1970年 | 88    | 4        | 32       | 37       | 4        | 9             | 2             | 2             | 2             | 2             |
| 1971年 | 84    | 11       | 25       | 25       | 17       | 5             | 1             | 1             | 1             | 1             |
| 1972年 | 49    | 7        | 16       | 16       | 3        | 3             | 4             | 4             | 4             | 4             |
| 1973年 | 63    | -        | 16       | 35       | 10       | 1             | 1             | 1             | 1             | 1             |
| 1974年 | 65    | -        | 13       | 34       | 13       | 5             | -             | -             | -             | -             |
| 1975年 | 105   | 1        | 24       | 50       | 17       | 8             | 5             | 5             | 5             | 5             |
| 1976年 | 54    | 2        | 12       | 25       | 11       | -             | 4             | 4             | 4             | 4             |
| 1977年 | 55    | 1        | 10       | 24       | 11       | 5             | 4             | 4             | 4             | 4             |
| 1978年 | 43    | 1        | 3        | 17       | 11       | 8             | 3             | 3             | 3             | 3             |
| 1979年 | 57    | -        | 5        | 33       | 11       | 5             | 3             | 3             | 3             | 3             |
| 1980年 | 46    | -        | 8        | 22       | 11       | 3             | 2             | 2             | 2             | 2             |
| 1981年 | 57    | -        | 8        | 30       | 14       | 4             | 1             | 1             | 1             | 1             |
| 1982年 | 54    | -        | 12       | 24       | 13       | 3             | 2             | 2             | 2             | 2             |
| 1983年 | 45    | 3        | 7        | 16       | 10       | 5             | 4             | 4             | 4             | 4             |
| 1984年 | 50    | 3        | 11       | 16       | 12       | 3             | 5             | 5             | 5             | 5             |
| 1985年 | 26    | -        | 10       | 6        | 5        | 4             | 1             | 1             | 1             | 1             |
| 1986年 | 28    | -        | 3        | 15       | 6        | 2             | 2             | 2             | 2             | 2             |
| 1987年 | 25    | 2        | 2        | 12       | 7        | 2             | -             | -             | -             | -             |
| 1988年 | 11    | -        | 1        | 5        | 2        | 1             | 2             | 2             | 2             | 2             |
| 1989年 | 13    | -        | -        | 5        | 1        | 3             | 4             | 4             | 4             | 4             |
| 1990年 | 17    | -        | -        | 5        | 3        | 4             | 5             | 5             | 5             | 5             |
| 1991年 | 33    | -        | 1        | 12       | 8        | 6             | 6             | 6             | 6             | 6             |
| 1992年 | 21    | -        | -        | 6        | 1        | 6             | 8             | 8             | 8             | 8             |
| 1993年 | 16    | 1        | -        | 4        | 5        | 4             | 2             | 2             | 2             | 2             |
| 1994年 | 15    | -        | -        | -        | 8        | 3             | 4             | 4             | 4             | 4             |
| 1995年 | 15    | -        | -        | 1        | 5        | 4             | 5             | 5             | 5             | 5             |
| 1996年 | 9     | -        | 1        | -        | -        | 5             | 3             | 3             | 3             | 3             |
| 1997年 | 13    | -        | 1        | -        | -        | 4             | 8             | 8             | 8             | 8             |
| 年 次  | 総 数 | 12年以内 | 14年以内 | 16年以内 | 18年以内 | 20年以内      | 25年以内      | 30年以内      | 35年以内      | 35年を 超える |
| 1998年 | 14    | -        | -        | -        | -        | 5             | 8             | 1             | -             | -             |
| 1999年 | 9     | -        | -        | -        | -        | 3             | 5             | 1             | -             | -             |
| 2000年 | 6     | -        | -        | -        | -        | -             | 5             | 1             | -             | -             |
| 2001年 | 14    | -        | 1        | -        | -        | -             | 7             | 5             | 1             | -             |
| 2002年 | 4     | -        | -        | -        | 1        | -             | 3             | -             | -             | -             |
| 2003年 | 13    | -        | -        | -        | -        | -             | 10            | 3             | -             | -             |
| 2004年 | 8     | -        | -        | -        | -        | -             | 2             | 5             | -             | 1             |
| 2005年 | 3     | -        | -        | -        | -        | -             | 2             | -             | -             | 1             |
| 2006年 | 4     | -        | -        | -        | -        | -             | 1             | 2             | 1             | -             |
| 2007年 | -     | -        | -        | -        | -        | -             | -             | -             | -             | -             |
| 2008年 | 4     | -        | -        | -        | -        | -             | -             | 2             | 2             | -             |
| 2009年 | 6     | -        | -        | -        | -        | -             | -             | 3             | 2             | 1             |
| 2010年 | 7     | -        | -        | -        | -        | -             | -             | 2             | 2             | 3             |
| 2011年 | 6     | -        | -        | -        | -        | -             | -             | -             | 5             | 1             |
| 2012年 | 4     | -        | -        | -        | -        | -             | -             | -             | 4             | -             |
| 2013年 | 8     | -        | -        | -        | -        | -             | -             | -             | 8             | -             |
| 2014年 | 4     | -        | -        | -        | -        | -             | -             | 1             | 2             | 1             |
| 2015年 | 11    | -        | -        | -        | -        | -             | -             | -             | 11            | -             |
| 2016年 | 6     | -        | -        | -        | -        | -             | -             | -             | 5             | 1             |
| 2017年 | 9     | -        | -        | -        | -        | -             | -             | -             | 7             | 2             |
| 2018年 | 10    | -        | -        | -        | -        | -             | -             | -             | 10            | -             |
| 2019年 | 15    | -        | -        | -        | -        | -             | -             | -             | 9             | 6             |
| 2020年 | 9     | -        | -        | -        | -        | -             | -             | -             | 3             | 6             |
| 2021年 | 6     | -        | -        | -        | -        | -             | -             | -             | 3             | 3             |
| 2022年 | 5     | -        | -        | -        | -        | -             | -             | -             | 3             | 2             |
| 2023年 | 5     | -        | -        | -        | -        | -             | -             | -             | 1             | 4             |
| 年 次  | 総 数 | 12年以内 | 14年以内 | 16年以内 | 18年以内 | 20年以内      | 25年以内      | 30年以内      | 35年以内      | 35年を 超える |

従前においては、十数年で仮釈放を許可された例が少なからず（特に1980年代までは相当数）存在しており、1967年から1989年の間で在所期間18年以内で仮釈放された無期刑仮釈放者は1,136人おり、約89%を占め、早い者では在所期間12年以内に仮釈放された者が64人いた。更には、昭和48年版犯罪白書によれば、少なくとも1970年から1972年の間に13人が在所期間10年以内に仮釈放されていた。
しかし、1990年代に入ったころから次第に運用状況に変化が見られ、2003年から2006年では仮釈放を許可された者の中で刑事施設に在所していた期間が最短の者で20年超え25年以内であった。そして、2008年から2010年は最短の者で25年超え30年以内となり、2011年以降は2014年を除いて、最短の者が30年超え35年以内となっている。それに伴って、仮釈放を許可された者における在所期間の平均も、1980年代までは15年-18年であったものの、1990年代から20年、23年と次第に伸長していき、2004年には25年を超えていった。そして2007年以降は2008年を除いて、現在までのところ一貫して30年を超え、2022年においては40年を超えている。
また、本人の諸状況から、仮釈放が認められず、30年を超える期間刑事施設に在所し続けている受刑者や刑務所内で死を迎える受刑者も存在しており、2022年（令和4年）12月31日現在では刑事施設在所期間が30年以上となる者は298人(うち10人は50年以上)、また2013年（平成25年）から2022年（令和4年）までの刑事施設内死亡者（いわゆる獄死者）は260人となっている。1985年（昭和60年）の時点では刑事施設在所期間が30年以上の者は7人であったため、このことから、当時と比較して仮釈放可否の判断が慎重なものとなっていることがうかがえる。
なお、2019年に仮釈放された者の中に、在所期間が50年を超えていた者が2人おり、うち1人は仮釈放審査による判断時の在所年数が61年（1957年に起こした強盗致死傷の罪状で熊本刑務所に服役していた80歳代無期刑受刑者）であった。また、この受刑者は5度にわたって仮釈放申請をしていたが、受け入れ先がないという理由でその都度却下された後に2009年に導入された「特別調整」（高齢者や障害のある受刑者を福祉施設で受け入れる制度）により、福祉施設で受け入れることで仮釈放の許可が下りたという経緯がある。その後、出所から1年で亡くなっている。
さらに、2022年は61年を超え仮釈放された者が3人おり、仮釈放者の最長在所期間の記録を塗り替えた。最も長い期間は63年9月で2人（どちらも80代であり、それぞれ1人死者を出している。）であり、次いで63年7月（89歳で仮釈放。2度の殺人で死者を2人出している。仮釈放と判断された時は、熊本刑務所に収監されていた。）であった。なお、これらは仮釈放された者の中での記録であり、仮釈放審理で不許可になった者の記録を見ると、2021年の審理時点で在所65年0月の受刑者が存在し、現在確認できる最長服役記録はこちらの受刑者である。

#### 風説
前述のように、現在の制度上、無期刑に処せられても、10年以上経過すれば仮釈放を許可できる規定になっており、この規定と、過去において10数年で仮釈放を許されたケースが実際に相当数存在していたこと（1967年（昭和42年） - 1989年（昭和64年/平成元年）の間で在所期間18年以内で仮釈放された無期刑仮釈放者は、全体の約89%を占めていた）。こうした収容期間（の短さ）は、仮釈放中の者が再度殺人事件を起こした際にクローズアップされることがあり、新聞紙上で疑義が示されるなど社会的にも関心を呼ぶこともあった。仮釈放の運用状況は、1990年代から次第に変化したものの、最近になるまであまり公表されてこなかったことから「無期刑に処された者でも、10年や10数年、または20年程度の服役の後に仮釈放されることが通常である」といった認識が、1990年代から2000年代において広まりを見せていった。
しかし、このとき既に仮釈放の判断状況や許可者の在所期間などの運用は変化を示しており、そうした世間の認識と現実の運用状況との乖離が高まったため、法務省は、2008年（平成20年）12月以降、無期刑受刑者の仮釈放の運用状況等について情報公開するようになった。また、同時に運用・審理の透明性の観点から、検察官の意見照会を義務化、複数の委員による面接、刑執行開始後30年を経過した時点において、必要的に仮釈放審理（刑事施設の長の申出によらない国の権限での仮釈放審理）の実施、および被害者意見聴取の義務化という4つの方針が採られることとなった。
「千数百人の無期刑受刑者が存在するにもかかわらず、近年における仮釈放は年間数人であるから、仮釈放率は0%台であり、ほとんどの受刑者にとって仮釈放は絶望的である」「2005年（平成17年）の刑法改正で、有期刑の上限が20年から30年となったため、無期刑受刑者は仮釈放になるとしても30年以上の服役が必定である」といったものである。
たしかに、2023年末時点において、1,669人の無期刑受刑者が刑事施設に在所しており、同年における新たに仮釈放された者は4人であったため、これらの数字を使えば仮釈放率が0％台は真実ではあるが、これらの数字を使うことに問題があるとの指摘もある。法務省の「無期刑受刑者の仮釈放の運用状況等」によれば、無期刑受刑者の内、約11.7％は仮釈放が可能となる10年を経過していない。また、仮釈放の対象になりにくい20年を経過していない者を加えると全体の約54％にあたる。そのため、これらの者を対象に加えるのは計算手法的に問題があるとの指摘である。また、ある受刑者がその年に仮釈放とならなくても、その受刑者が生存する限りにおいて連続的に、仮釈放となる可能性は存し続けるため、単純な計算手法によって算定できる性質のものではないことを留意しなければならない。
参考までに2014年（平成26年） - 2023年（令和5年）の間までに、仮釈放の審査で仮釈放が許された無期刑受刑者は、審査された者全体の約21.0%である。特に、仮釈放に対する検察官の意見と懲罰回数により仮釈放になるかどうか左右されている。前者は「マル特無期」（裁判過程で検察側が死刑を求刑した者に対して無期判決が確定した場合や、検察が特に悪質と判断した事件、再犯の可能性が高いなど）の場合、検察官意見は確実に反対となるため仮釈放が許可される事は非常に少なくなっている。後者は「無し」の場合は約4割半ばが仮釈放となるが、懲罰回数が増えるにつれ社会更生への期待や再犯リスクへの評価から仮釈放の許可割合は低下していく。
また、刑法改正によって有期刑の上限が30年に引き上げられたといえども、仮釈放は無期刑・有期刑の区別にかかわらずあるため、現制度における懲役30年も絶対的な30年ではなく、前述の規則28条の基準に適合すれば、30年の刑期満了前に釈放でき、刑法の規定上はその3分の1にあたる10年を経過すれば仮釈放の可能性があることを留意しなければならない。
仮に、重い刑の者は軽い刑の者より早く仮釈放になってはならないという論法を採れば、30年の有期刑は、29年のものより重いから、29年未満で仮釈放になってはならないということになり、その場合、仮釈放制度そのものが否定されてしまうからである。
無期懲役と懲役30年の受刑者において、両者とも仮釈放が相当と認められる状況に至らなければ、前者は本人が死亡するまで、後者は30年刑事施設に収監されることになり、片方が矯正教育の結果仮釈放相当と判断され、もう片方はその状況に至らなければ、片方は相当と判断された時点において仮釈放され、もう片方は刑期が続く限り収監されることになるし、両者とも顕著な矯正教育の成果を早期に示せば、理論的にはともに10年で仮釈放が許可されることもありうるのであり、矯正教育の成果や経緯において場合によっては刑事施設の在所期間が逆転しうることは仮釈放制度の本旨に照らしてやむをえない面もある。
もっとも、有期刑の受刑者については、過去では長期刑の者を中心として、刑期の6-8割未満で仮釈放を許された事例も相当数あったが、近年においては多くが刑期の8割以上の服役を経て仮釈放を許されており、このことからも、当該状況の継続を前提とすれば、将来において、無期刑受刑者に対して過去のような仮釈放運用は行い難いという間接的影響は認められる。

#### 仮釈放のない無期懲役（重無期刑）の導入

##### 議論と主張
無期懲役で服役し、その仮釈放中に強盗殺人や殺人、強盗傷害といった重大な犯罪に及ぶ事例があることや、現行刑法制度では、無期刑といえども仮釈放による出所が認められているため、その運用の如何にかかわらず、再犯の可能性自体を否定できないこと、さらにはその生命をもって罪を購う死刑に対して、社会復帰の可能性の有無という点でもギャップがあるということから、仮釈放制度のない無期懲役刑の導入の是非が議論されている。死刑には社会復帰の可能性はないが、現行刑法下における無期刑には社会復帰の可能性があるため、社会復帰のない無期懲役を導入すべきとの意見である。また、死刑を廃止した上で導入すべきとの主張もある。これに関連した動向としては、2003年（平成15年）に「死刑廃止を推進する議員連盟」によって、仮釈放のない重無期懲役刑および重無期禁錮刑を導入するとともに、死刑の執行を一定期間停止し、衆参両院に死刑制度調査会を設けることを趣旨とする「重無期刑の創設及び死刑制度調査会の設置等に関する法律案」が発表され、国会提出に向けた準備がなされたが、提出が断念された。しかし、2008年（平成20年）4月には同議連によって、再度「重無期刑の創設および死刑評決全員一致法案」が発表され、同5月には、同議連と死刑存続の立場から重無期刑の創設を目指す者とが共同して超党派の議員連盟「量刑制度を考える会」を立ち上げ、その創設に向けた準備を進めたが、国会議員の多数派の賛成は得られなかった。

##### 報道による誤解
日本では新聞やテレビの報道で、仮釈放の可能性を認めず受刑者を一生涯拘禁するものをこれまで終身刑と表現し無期刑とは異なる別の刑と表現してきたが、無期刑と終身刑は別表現の同義語であり、その中には仮釈放の可能性のあるもの（相対的無期刑、相対的終身刑）とないもの（絶対的無期刑、絶対的終身刑）がある。刑法や刑事訴訟法は冒頭で一般則を定め、その後に個別の条項を定めているのだが、刑罰の種類と、裁判で宣告された刑の執行に対する減免措置は、別個の独立した概念であり、特定の減免手段が特定の刑に所属するわけではない。つまり、仮釈放という減免手段が無期刑という固有の刑罰に所属しているわけではない。どの範囲の刑にどの減免措置を適用するかは個々の国の刑法や刑事訴訟法や受刑者の処遇に関する法律などが定めている。

##### 実質的な包含
仮釈放の可能性がある無期刑（終身刑）と、仮釈放の可能性がない無期刑（終身刑）を比較すると、仮釈放を許可されなかった場合は結果として死ぬまで生涯にわたって収監されることになる。つまり、仮釈放の可能性がある無期刑（終身刑）は理論上も実際の運用上も、仮釈放の可能性がない無期刑（終身刑）の機能を含んでいる。逆側からみると、仮釈放の可能性がない無期刑（終身刑）の機能は仮釈放の可能性がある無期刑（終身刑）の部分集合なので、他の刑と比較して機能的に部分集合の刑を作るよりも、その刑の機能を包含する刑の運用において、包含する機能以外の機能を行使するかしないか判断すればいいので、機能的に他の刑の部分集合の刑を作り運用する合理的な理由がないということにもなる。

##### メリットとデメリット
仮釈放のない無期懲役のメリットとしては、再犯防止を保証できること、刑事施設において生涯罪を償うことが保証されていることがある。デメリットとしては、受刑者が自暴自棄になり、人格が崩壊しやすくなるおそれがあること、受刑者が「一生出られない」という理由で開き直り刑務官に対して従順さを失うため、苦情を申し立てたり訴訟を起こすなど、刑務所管理が困難になることが挙げられている。
これをめぐっては、前述の効果を重視する立場の者から支持する意見が表明されている一方、死刑廃止派の一部から死刑と同様に人道上問題が大きいという意見が表明されているほか、死刑存置派の一部からも、「人を一生牢獄につなぐ刑は死刑よりも残虐な刑である」といった意見や、刑務所の秩序維持や収容費用といった面から、その現実性を疑問視する意見が表明されている。
受刑者が自暴自棄になり人格が破壊されるという主張について、仮釈放の可能性がある無期刑や30年及びそれに近い有期刑においても起こる可能性があり、仮釈放のない無期刑の場合のみこの点を殊更強調することは必ずしも適切ではないという見方もある。

### 諸国での法制
日本の報道では上記のように無期刑と終身刑は別の刑とし表現されてきた。すると、報道用語の「終身刑」を英語にすれば「life imprisonment without parole」が充てがわれるべきであるが、日本の報道では、これまで「life imprisonment」を直訳的に「終身刑」と翻訳してきたため、それが伝え広げられ、海外（特にヨーロッパ語圏）では、終身刑が一般的に採用されているとの風説が広まることにつながった。また、そのような中で、「life imprisonment without parole」を直訳的に「仮釈放のない終身刑」と翻訳することと、海外の仮釈放などの情報を容易に取得できるようになった情報網の発達が相まって、海外には「仮釈放のある終身刑」という日本の無期刑とは「別概念」のものが存在するといった言説も拡大し、概念的な混乱は一段と広がることになった。
しかし、現実に海外の刑法典や仮釈放法典を見れば、「仮釈放の資格が認められる、最低の期間」は日本より長い場合が多いものの、比較的多数の国において、すべての無期刑の受刑者において仮釈放の可能性が認められており、たとえば、大韓民国刑法72条1項は10年、ドイツ刑法57条a、オーストリア刑法46条5項は15年、フランス刑法132-23条は18年、ルーマニア刑法55条1項は20年、ポーランド刑法78条3項、ロシア刑法79条5項、カナダ刑法745条1項、台湾刑法77条は25年、イタリア刑法176条は26年の経過によってそれぞれ仮釈放の可能性を認めている。一方で、中国や米国、オランダなどにおいては仮釈放のない無期刑制度が現に存在している。これら諸外国の状況について、法務省は国会答弁や比較法資料において、「諸外国を見ると仮釈放のない無期刑を採用している国は比較的少数にとどまっている」とかねてからしばし説明してきたが、この事実は現在でもあまり周知されていない状況にある。